# Al Keller
Al Keller (11 d'abril del 1920, Alexander, Estat de Nova York - 19 de novembre del 1961, Phoenix, Arizona) fou un pilot de curses automobilístiques estatunidenc.
Keller va córrer esporàdicament a la Champ Car a les temporades 1954-1959 i 1961 incloent-hi la cursa de les 500 milles d'Indianapolis dels anys 1955-1959 i 1961.

## Resultats a la Indy 500
| Any    | Cotxe  | Sortida | Velocitat mitjana | Posició | Final  | Voltes | Voltes líder | Retirat    |
| ------ | ------ | ------- | ----------------- | ------- | ------ | ------ | ------------ | ---------- |
| 1955   | 42     | 22      | 139.551           | 17      | 27     | 54     | 0            | Accident   |
| 1956   | 55     | 28      | 141.193           | 26      | 14     | 195    | 0            | a 5 voltes |
| 1957   | 16     | 8       | 141.398           | 14      | 27     | 75     | 0            | Accident   |
| 1958   | 52     | 21      | 142.931           | 19      | 11     | 200    | 0            | Va acabar  |
| 1959   | 57     | 28      | 142.057           | 27      | 18     | 163    | 0            | Pistons    |
| 1961   | 19     | 26      | 146.157           | 6       | 5      | 200    | 0            | Va acabar  |
| Totals | Totals | Totals  | Totals            | Totals  | Totals | 887    | 0            |            |

| Curses       | 6 |
| Poles        | 0 |
| Voltes líder | 0 |
| Victòries    | 0 |
| Top 5        | 1 |
| Top 10       | 1 |
| Retirades    | 3 |

## A la F1
El Gran Premi d'Indianapolis 500 va formar part del calendari del campionat del món de la Fórmula 1 entre les temporades 1950 a la 1960.
Els pilots que competien a la Indy durant aquests anys també eren comptabilitats pel campionat de la F1.
Al Keller va participar en 5 curses de F1, debutant al Gran Premi d'Indianapolis 500 del 1955.

### Palmarès a la F1
- Participacions: 5
- Poles: 0
- Voltes Ràpides: 0
- Victòries: 0
- Pòdiums: 0
- Punts vàlids per la F1: 0